# Петербуржцев, Валентин Алексеевич
Валентин Алексеевич Петербуржцев (11 августа 1923, Лысково — 30 августа 2010, Москва) — советский и российский архитектор. Заслуженный архитектор РСФСР (1974), лауреат Государственной премии СССР (1982). Занимался преимущественно архитектурным оформлением памятников.

## Биография
Родился 11 августа 1923 года в городе Лысково. Во время Великой Отечественной войны проодил обучение в 9-й военно-авиационной школе лётчиков первоначального обучения в Бугуруслане и в Армавирском военном авиационном училище. В 1954 году окончил Московский архитектурный институт (МАРХИ). Был секретарём партийной организации МАРХИ. В 1960 году вступил в Союз архитекторов СССР.
Занимал должности инструктора отдела строительства ЦК КПСС, заместителя председателя Госстроя РСФСР, первого заместителя председателя правления Союза архитекторов РСФСР, первого заместителя председателя президиума центрального совета ВООПИиК. Входил в редакционный совет иллюстрированного альманаха ВООПИиК.
Умер 30 августа 2010 года. Похоронен на Ваганьковском кладбище Москвы.

## Работы

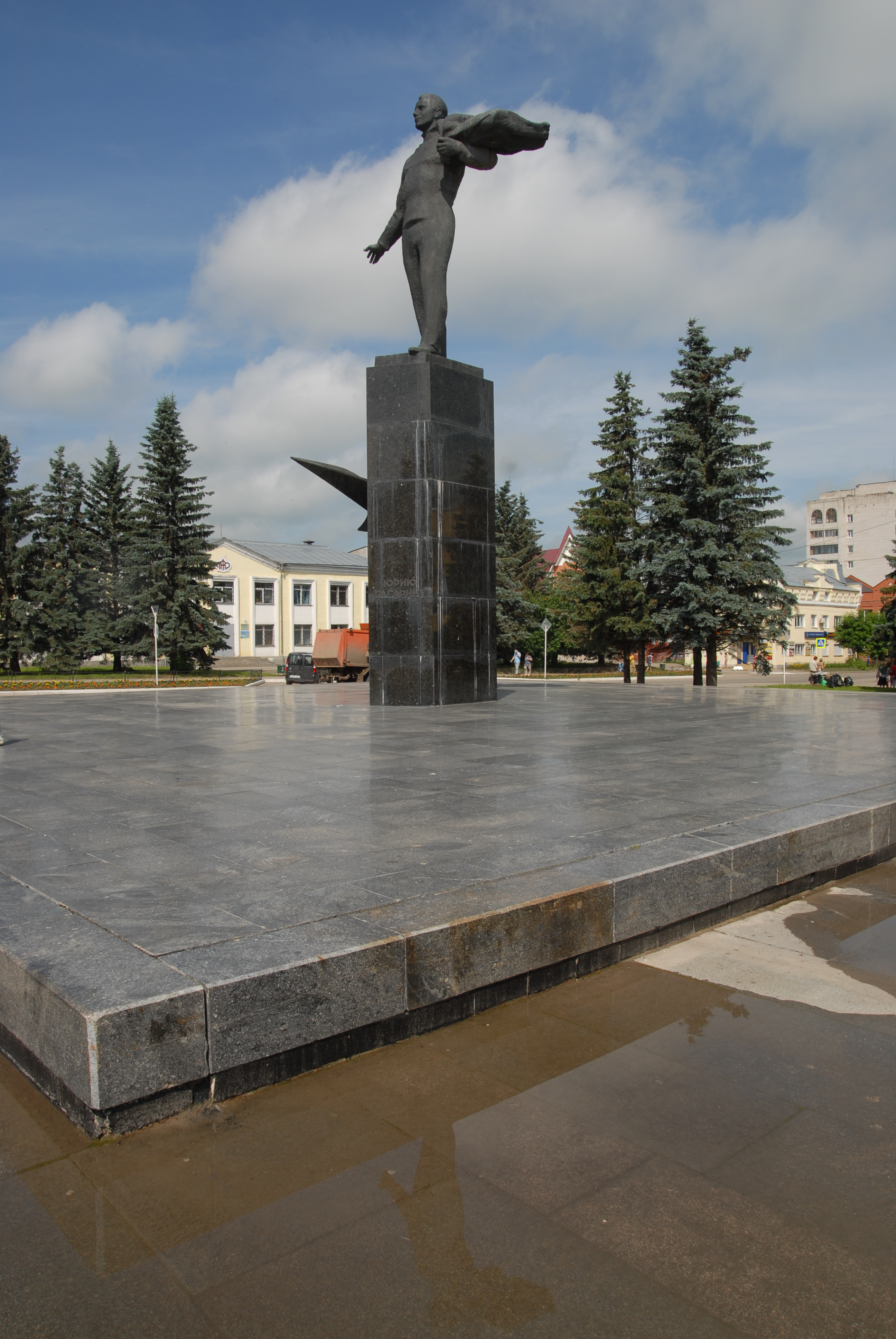
Памятник Ю. А. Гагарину

- Санаторий «Прогресс» в Хосте (1959; совместно с архитекторами В. М. Масютиным, А. А. Михеевым и инженером Е. К. Логиновым)[8]
- Мемориальная доска В. И. Ленину в Москве на фасаде дома 23, стр. 1 по Тверской улице (1961; совместно со скульптором Ю. Г. Неродой)[9][10]
- Холм Славы в Ялте (1967; совместно со скульптором Ю. Г. Ореховым, архитекторами А. А. Поповым и А. В. Степановым)[11]
- Памятник Ю. А. Гагарину в городе Гагарине (1974; совместно со скульпторами Ю. Г. Ореховым, М. А. Шмаковым и архитектором А. В. Степановым)[2][12]
- Памятник В. И. Ленину в Азове (1978; совместно со скульптором  Ю. Г. Ореховым и архитектором А. В. Степановым)[13]
- Памятник А. М. Бутлерову в Казани (1978; совместно со скульптором Ю. Г. Ореховым и архитектором А. В. Степановым)[14]
- Памятник Н. С. Лескову в городе Орле (1981; совместно со скульпторами Ю. Г. Ореховым, Ю. Ю. Ореховым и архитектором А. В. Степановым)[15]
- Памятник 1000-летию города Брянска (1985; совместно со скульптором Ю. Г. Ореховым и архитектором А. В. Степановым)[16]
- Памятник М. М. Вахитову в Казани (1985; совместно со скульптором Ю. Г. Ореховым, архитекторам А. В. Степановым и М. Х. Агишевым)[17]
- Памятник Н. Г. Чернышевскому в Москве (1988; совместно со скульптором Ю. Г. Неродой)[18]
- Бюст академика А. И. Целикова в Москве (совместно со скульптором М. И. Козловским)[19]
- Памятник «Неизвестному солдату» в городе Адене[2]

## Награды и звания
- Заслуженный архитектор РСФСР (1974)[2]
- Государственная премия СССР в области литературы, искусства и архитектуры (1982) — за памятник Н. С. Лескову в Орле (в составе коллектива)[15][2]
- Орден Трудового Красного Знамени[2]
- Медаль «За победу над Германией в Великой Отечественной войне 1941—1945 гг.»[1]